# 金沢のコロンボ
『金沢のコロンボ』（かなざわのコロンボ）は、2014年から2016年までテレビ東京・BSジャパン共同制作「水曜ミステリー9」で放送された刑事ドラマシリーズ。全3回。主演は三宅裕司。なお、かつて同枠で放送されていた作品『信濃のコロンボ事件ファイル』とは全く関連はない。

## 登場人物

### 石川県警捜査一課
前田勝利
演 - 三宅裕司
階級は警部補（第1作） → 警部（第2作 - ）。
検挙率No.1で別名「金沢のコロンボ」。独身で母と二人暮らし。加賀藩主前田氏の末裔。ただし、本人曰く「分家の分家のそのまた分家」。
大の甘党で、疲れた時には脳に糖分を入れるという名目で何かと甘い物を食べる。
地元では非常に顔が広く、「前田家の坊ちゃん」としてあらゆる場所に知り合いがいる。
山本政之
演 - 山崎大輔
捜査一課長。
刈谷哲司
演 - 吉満涼太
階級は警部補。
若田部敦
演 - 秋山真太郎（第1作・第2作）
階級は警部補。

### 警察庁
上野雅
演 - 浅野ゆう子
経歴：警察庁刑事企画課（第1作）
→ 警視庁捜査一課に出向（第2作）
→ 警察庁広域特捜課（第3作）
階級は警視。「警察庁の美魔女」としてその美貌は金沢にも知られており、過去にはミス東大に選ばれた事もある。表には出さないが、その美貌を維持するために甘い物の制限を始め、様々な努力をしている。
酒癖が非常に悪く、絡み酒の上にすぐ寝てしまう。
第1作で勝利とコンビを組み、その人柄に惚れ込む。第2作以降では勝利が他の女性と仲良くしているとヤキモチを妬く事も多い。

### 勝利の親族
前田光江
演 - 野際陽子
勝利の母。息子が未婚である事を気にしており、持ち前の酒癖の悪さで前田家に転がり込んできた雅を見初め、息子の嫁にと見込んでいる。
前田利康
演 - 里見浩太朗（特別出演 / 第3作）
勝利の叔父（光江の弟）。京都府警捜査一課の刑事。階級は警部。別名「京都のコロンボ」。

### ゲスト
第1作「呪いの黒百合伝説 和菓子に秘められた殺意!?」（2014年）
- 沢井隆志（和菓子店「今江」職人） - 大鶴義丹
- 新家梨花（フリーの和菓子職人） - 加藤夏希
- 吉岡友春（老舗和菓子店「よしたか」主人） - 伊藤洋三郎
- 今江雄一郎（和菓子店「今江」店主） - 田上ひろし
- 久保渉（和菓子プロデューサー） - 松田賢二
- 越田順子（和菓子屋「橘花堂」経営者・5年前死亡） - 牛尾田恭代
- 梅田まゆみ（白梅旅館 女将） - 小野麻亜矢
- お見合いの女性 - 虻川美穂子
- 佐々木敏子（高山とうふ 店主） - 田中トモ子
- 金沢和菓子協会定期総会 司会者 - 戸丸彰子
- 刑事 - 高橋信二朗
- 10年前の酒に酔った通りすがりの男 - 北川忠明
- タクシードライバー - 茂野光郎
- 金沢スクエアビル オーナー懇親会の受付 - 小川夕姫
- 若林徳治（不動産会社社長） - 清水章吾
- 吉岡詩乃（吉岡の妻） - 川島なお美

第2作「東京〜金沢 花嫁連続殺人事件 加賀繍の髪飾りに秘められた謎」（2015年）
- 須藤直美（結婚相談所「アイハピネス」社長） - とよた真帆
- 須藤里奈（直美の娘・公認会計士） - 宮地真緒
- 森修造（元加賀繍職人・ケアホーム「金夢ホーム」入所者） - 村野武範
- 矢島正人（お見合い参加者） - 半田健人
- 川上耕作（公認会計士・3年前死亡） - 二階堂智
- 佐久間敦（星香の父・太陽監査法人 代表） - 伊藤正之
- 早見大吾（警視庁捜査一課 警部補） - 長田成哉
- 谷口洋一（アイハピネス 社員） - 吉田大蔵
- 清水竜太（星香の高校時代の先輩で元恋人） - 出合正幸
- 池園ひかり（池園の娘・お見合い参加者） - 英玲奈
- 鍵山いずみ（鍵山と悦子の娘・元芸子「遊泉」） - 斎藤ナツ子
- 佐久間星香（新婦・靖の妻） - 友咲まどか
- 鍵山好則（厚生労働省 役人） - 並木史朗
- 高橋靖（新郎・勝利の親戚） - 北川忠明
- 太陽監査法人スタッフ - 桐生コウジ
- 鶴乃（いずみの元師匠） - 髙輪眞知子
- 鍵山悦子（鍵山の妻） - 村上史居織
- 村上謙一（お見合い参加者） - 山田ルイ53世（髭男爵）
- 青木栄治（お見合い参加者） - ひぐち君（髭男爵）
- 新米女性警官 - 杉原憂
- 会計士 - 壬生翼
- 池園雄治（金夢グループ 代表） - 大和田伸也

第3作「金沢のコロンボVS京都のコロンボ 幻の加賀友禅に隠された謎!? 二つの古都を結ぶ連続殺人事件！」（2016年）
- 西牧良子（加賀料理店 女将） - 藤吉久美子
- 島森麟太郎（万葉の父・京友禅作家） - 名高達男
- 島森菊音（万葉の妻） - 黒坂真美
- 島森万葉（加賀友禅作家・3年前死亡） - 西興一朗
- 岡林夏美（「第13回 金沢ミス着物コンテスト」優勝者・3年前の強盗殺人事件の容疑者） - 渋谷飛鳥
- 佐々岡巧（フリーカメラマン・3年前の強盗殺人事件の容疑者） - 長濱慎
- 馬場祐樹（京都府警捜査一課 巡査部長・利康の部下） - 栗原功平
- 八重樫俊（石川県警捜査一課 刑事） - 小野塚勇人
- 丸上（京都きもの「丸上」店主） - 小嶋尚樹
- 鑑識 - 鈴木秀人
- 連城ひなた（志乃の娘） - 青山雪
- 西牧里佳子（良子の娘） - 向里憂香
- 鑑識 - 田島俊弥
- 看護師 - 良田麻美
- カフェ&バー「イーグルスロード」店主 - 小川敏明
- 住職 - 茂野光郎
- 巫女さん - 実川ゆか
- 「第13回 金沢ミス着物コンテスト」司会者 - 島田薫
- 「第13回 金沢ミス着物コンテスト」着物モデル - Yurino
- 田端徳治郎（指圧師） - 佐藤蛾次郎
- 連城志乃（加賀友禅作家・「第13回 金沢ミス着物コンテスト」審査員） - 伊藤かずえ

## スタッフ
- 脚本 - 加藤公平、ひかわかよ
- 監督 - 雑賀俊郎
- チーフプロデューサー - 橋本かおり（テレビ東京）
- プロデューサー - 渡辺一仁（テレビ東京）、濱谷晃一（テレビ東京 / 第1作）、藤田修
- 制作 - テレビ東京、BSジャパン、泉放送制作

## 放送日程
| 話数 | 放送日        | サブタイトル                                                                             | 脚本       | 監督     |
| ---- | ------------- | ---------------------------------------------------------------------------------------- | ---------- | -------- |
| 1    | 2014年9月24日 | 呪いの黒百合伝説 和菓子に秘められた殺意!?                                                | 加藤公平   | 雑賀俊郎 |
| 2    | 2015年5月20日 | 東京〜金沢 花嫁連続殺人事件 加賀繍の髪飾りに秘められた謎                                 | ひかわかよ | 雑賀俊郎 |
| 3    | 2016年8月17日 | 金沢のコロンボVS京都のコロンボ 幻の加賀友禅に隠された謎!? 二つの古都を結ぶ連続殺人事件！ | 加藤公平   | 雑賀俊郎 |